# 北方之靈
《北方之靈》是一款冒險遊戲，由獨立遊戲工作室Infuse Studio開發，Merge Games於2019年11月發行，對應PlayStation 4平台。遊戲世界取景自冰島；玩家扮演紅色狐狸探尋同伴，並揭開失落古代文明的秘密。Microsoft Windows和任天堂Switch版遊戲預定於2020年5月發行。
PlayStation 4遊戲在Metacritic上的匯總得分為67/100，媒體評價兩極分化。評論稱讚遊戲環境設定與音樂，但批評操控笨拙、故事單調。

## 外部連結
- 官方网站 （英文）